# Taunton Deane
Taunton Deane es un distrito no metropolitano del condado de Somerset (Inglaterra). Tiene una superficie de 462,36 km². Según el censo de 2001, Taunton Deane estaba habitado por 102 299 personas y su densidad de población era de 221,25 hab/km².